# 鍾鼎文
鍾鼎文（1914年4月29日—2012年8月12日），台灣詩人，中華民國安徽省舒城縣人，與覃子豪及紀弦並稱為台灣現代詩「三老」。

## 生平

### 早年
1914年4月29日，鍾鼎文出生於安徽省舒城縣缸窯鄉鍾家畈（今舒城縣城關鎮鄧崗村），本名鍾國藩，小名慶衍，為家中么子，家中有三姊鍾慶韞、鍾慶英、鍾慶敏，父鍾吉康為安慶市執業律師，母劉氏。1927年，鍾鼎文就讀安徽省立第一中學（今安慶第一中學），國文老師為時任《皖報》副刊主編的狂飆社詩人高歌（高長虹之弟）。高歌把鍾鼎文的第一首現代詩〈塔上〉發表於《皖報》副刊，並將「藩」字拆字成「番草」二字作為鍾鼎文的筆名。
1929年，鍾鼎文得罪當時安徽省政府教育廳廳長，而在中國國民黨清黨中被通緝並遭安徽省立第一中學開除學籍，在父親安排下逃往上海租界。鍾鼎文逃進上海租界後，就讀洪琛主辦的現代藝術研究所；現代藝術研究所停辦後，改就讀中國公學大學部政治經濟學系。1932年，中國公學在一·二八事變中被毀，鍾鼎文轉學北京大學就讀至畢業。
1933年，鍾鼎文將本名「國藩」改為「鼎文」，留學日本京都帝國大學社會學科哲學系。1936年，鍾鼎文從京都帝國大學社會學科哲學系畢業返國，才知道父母在他留學日本期間遭土匪殺害；同年，鍾鼎文擔任中央陸軍軍官學校教官，教導革命哲學與日文，兼任復旦大學教授。1937年，鍾鼎文受邀創辦並擔任上海《天下日報》總編輯，向中央陸軍軍官學校辭職。1937年3月，《天下日報》創刊，鍾鼎文邀請艾青擔任副刊主編。

### 抗戰與內戰時期
1937年8月，淞滬會戰開始，《天下日報》停刊，鍾鼎文加入舒城縣抗敵後援會，發動民眾團結抵抗侵華日軍，在《皖報》發表〈安徽省全面動員計畫書〉並送請安徽省政府參考，獲國民革命軍第十一集團軍總司令李品仙聘為參議。
1938年，鍾鼎文與向荃結婚，婚後被調到漢口市，受韋贄唐邀請赴桂林市擔任《廣西日報》總編輯，並邀艾青擔任副刊主編。不久，三民主義青年團廣西支團成立，鍾鼎文擔任宣傳組組長；兩個月後，辭去《廣西日報》總編輯，專任三民主義青年團廣西支團宣傳組組長兼代理書記。不久，鍾鼎文被廣西綏靖公署及廣西省政府聘為國民革命軍第五路軍參議，國民政府軍事委員會成立桂林行營後又被聘為少將設計委員。
1939年春季，鍾鼎文家與艾青家從桂林市郊區搬進《廣西日報》職員宿舍，向荃被送往義烏縣艾青家裡待產，鍾鼎文前往重慶市受訓。1939年10月23日，安徽省政府主席廖磊病逝，李品仙繼任安徽省主席，聘鍾鼎文擔任機要室主任；後李品仙成立安徽省黨政軍總辦公廳，任命鍾鼎文擔任主任秘書兼機要組長。1940年秋季，李品仙於國民政府軍事委員會戰地黨政委員會下設置文化工作委員會，鍾鼎文被調任文化工作委員會秘書主任。1942年春季，三民主義青年團召開第一次全國代表大會，鍾鼎文被推選為安徽省首席代表，並當選中央候補幹事，留守重慶市，擔任中央團部秘書，至1945年對日抗戰勝利前夕止。
1945年至1946年，鍾鼎文擔任中國國民黨中央委員會祕書處文書處長。1947年，鍾鼎文於舒城縣當選第一屆國民大會安徽省代表。

### 來臺
1949年，鍾鼎文隨中華民國政府遷臺，此後歷任《自立晚報》、《聯合報》主筆，為《聯合報》【黑白集】專欄作者群之一。1951年，時任《自立晚報》總主筆的鍾鼎文向行政院政務委員蔣經國提議《自立晚報》復刊，《自立晚報》於同年9月21日復刊；同年，鍾鼎文邀紀弦與葛賢寧共同創辦及主編《自立晚報》【新詩周刊】，又請張道藩擔任【新詩周刊】刊頭題字。
1954年3月，鍾鼎文與余光中、覃子豪等人成立藍星詩社。1967年，鍾鼎文以現代詩〈飢餓者及其他〉獲頒中山學術文化基金會文藝創作獎（中山文藝獎），又聯合詩界於台北市武昌街籌組中華民國新詩學會並擔任第一任理事長。
1969年，鍾鼎文與菲律賓詩人Amado Magcalas Yuzon、美國詩人Lou Lutour、印度詩人Krishna Srinivas等人創辦國際桂冠詩人聯盟（United Poets Laureate International，簡稱UPLI），鍾鼎文與王大任聯合台灣現代及古典詩人組成代表團出席在馬尼拉舉行的第1屆世界詩人大會（The World Congress of Poets，簡稱WCP）。1973年，國際桂冠詩人聯盟於台北市圓山大飯店舉辦第2屆世界詩人大會，鍾鼎文擔任第2屆會長；同年，鍾鼎文聯合世界各國詩人代表，在美國加州登記成立世界藝術文化學院（WAAC），自任主席至1994年。世界詩人大會每年在全世界各地召開，鍾鼎文帶著中華民國的國號和青天白日滿地紅的國旗在世界各國通行無阻，沒有因中華民國退出聯合國而受到排擠。

### 晚年
1989年，鍾鼎文得到中國文藝協會第30屆中國文藝獎章榮譽獎章。1996年8月，鍾鼎文與紀弦獲頒中國詩歌藝術學會第1屆詩歌藝術獎詩歌藝術貢獻獎。2003年3月15日，鍾鼎文獲頒世界華文作家協會世界華文文學獎終身成就獎。2006年12月30日，在普音文化於台北市主辦的蒙古詩人門都右（G. Mend-Ooyo）詩集《無盡的凝望》新書發表會中，鍾鼎文獲頒世界藝術文化學院終身成就獎。
鍾鼎文也曾獲頒國際桂冠詩人聯盟國際桂冠詩人獎、亞洲華文作家文藝基金會敬老獎等。
2006年1月9日，向荃病逝於台北市宏恩醫院，享壽93歲；2006年9月，向荃移靈至安徽省，葬於祖居後山的「春秋陵園」，墓前預立她與鍾鼎文的合葬碑。2008年4月，鍾鼎文回安徽為向荃掃墓，返回台灣前一天受安徽大學文學院邀請演講，演講內容是他一生關切的三件事：㈠新詩的發展，㈡正體中文的未來與簡體中文的使用，㈢社會主義的本質。2008年5月向荃冥壽當天，鍾鼎文休克3次，住進加護病房，4天後出院。
2012年8月12日16點53分，鍾鼎文因心臟衰竭逝世於台北榮民總醫院，享嵩壽100歲，最後一首詩為〈留言〉：
讓我將我不朽的愛，留給世界；
將我難忘的恨，帶進墳墓。
一片浮雲飄過大海，是我的生命；
一陣微風吹過花叢，是我的感情。
我祈禱的手將變作樹，伸向穹蒼；
我含淚的眼將變作星，俯瞰大地。

親愛的母親，親愛的故鄉，我太倦困了，
讓我回到你們的懷抱裡，久久地安息吧！
2012年8月31日上午11時30分，鍾鼎文家屬於台北市第二殯儀館懷親廳舉行鍾鼎文公祭，靈堂設於台北榮民總醫院懷恩堂。身後歸葬於故里安徽省舒城縣河口鄉祖居後山的「春秋陵園」公墓，與妻子合葬。

## 著作
- 《三年》：安徽省文化委員會1940年初版。
- 《行吟者》：臺灣詩壇雜誌社1951年5月初版。
- 《山河詩抄》：正中書局1956年1月臺初版。
- 《白色的花束》：藍星詩社1957年6月初版，國家圖書館2010年10月29日轉製PDF版（ISBN 978-986-091-001-8）。
- 《國旗頌》：中央日報社1962年初版。
- 《雨季》：臺灣省政府新聞處1967年11月初版。
- 《寶島風采》（合著）：臺灣省政府新聞處1996年12月初版。

## 外部連結
- 華文文學資訊平臺－作家小傳－鍾鼎文[永久]
- 2007台灣作家作品目錄－鍾鼎文 （页面存档备份，存于）